# دستگاه رأی‌گیری
دستگاه رأی گیری یا ماشین رأی گیری، مجموعه‌ای است از تجهیزات مکانیکی، الکترومکانیکی یا الکترونیکی (شامل نرم‌افزار، سخت‌افزار و مستندات مورد نیاز برای کنترل برنامه و پشتیبانی تجهیزات)، که به منظور تعیین و شناسایی تعرفه رأی گیری، اخذ رأی و شمارش آراء، گزارش دهی و نمایش نتایج انتخابات؛ و همچنین به منظور تولید و نگهداری هرگونه اطلاعات سلسله مراتب ممیزی مورد استفاده قرار می‌گیرند.
دستگاه‌های رأی‌گیری اولیه مکانیکی بودند اما امروزه استفاده از دستگاه‌های رأی‌گیری الکترونیکی، به طرز فزاینده‌ای رواج بیشتری یافته‌است.
سامانه رأی‌گیری شامل مجموعه‌ای از فرایندها و مستندات مربوطه است که با اهداف زیر به کار گرفته می‌شوند؛
- تعیین اجزاء سامانه و ورژن هر کدام از این اجزاء
- تست سامانه در حین بگارگیری و پشتیبانی
- نگهداری سوابق خطاها و نقایص سامانه
- تعیین و تعریف تغییرات خاص پس از صدور گواهینامه اولیه
- گذاشتن مواد و وسایل لازم در دسترس رأی دهندگان (موادی از قبیل: نکات و اخطاریه‌ها، دستورالعملها، فرمها، یا تعرفه‌های رأی‌گیری کاغذی) دستگاه‌های رأی‌گیری از لحاظ قابلیت استفاده، امنیت، کارایی و دقت در سطوح مختلفی قرار دارند. برخی از دستگاه‌ها تقریباً قابل استفاده برای همه رأی دهندگان است و برخی دیگر فقط برای دسته خاصی از رأی دهندگان طراحی شده‌اند.[۱]

## سامانه رأی گیری DRE
سامانه شبکه سراسری رأی‌گیری الکترونیکی ضبط مستقیم (Public Network Direct Recording Electronic Voting) عبارت است از یک سامانه انتخاباتی که در آن از تعرفه‌های انتخاباتی الکترونیکی استفاده می‌شود و داده‌های مربوط به رأی‌گیری را از محل رأی‌گیری به مرکز جمع‌آوری داده‌های رأی‌گیری و از طریق یک شبکه سراسری انتقال می‌دهد. اطلاعات آراء مأخوذه می‌تواند به صورت متناوب و در حین برگزاری رأی‌گیری منتقل شود یا می‌تواند در انتهای روز رأی‌گیری جمع‌آوری و به صورت یکجا ارسال گردد.

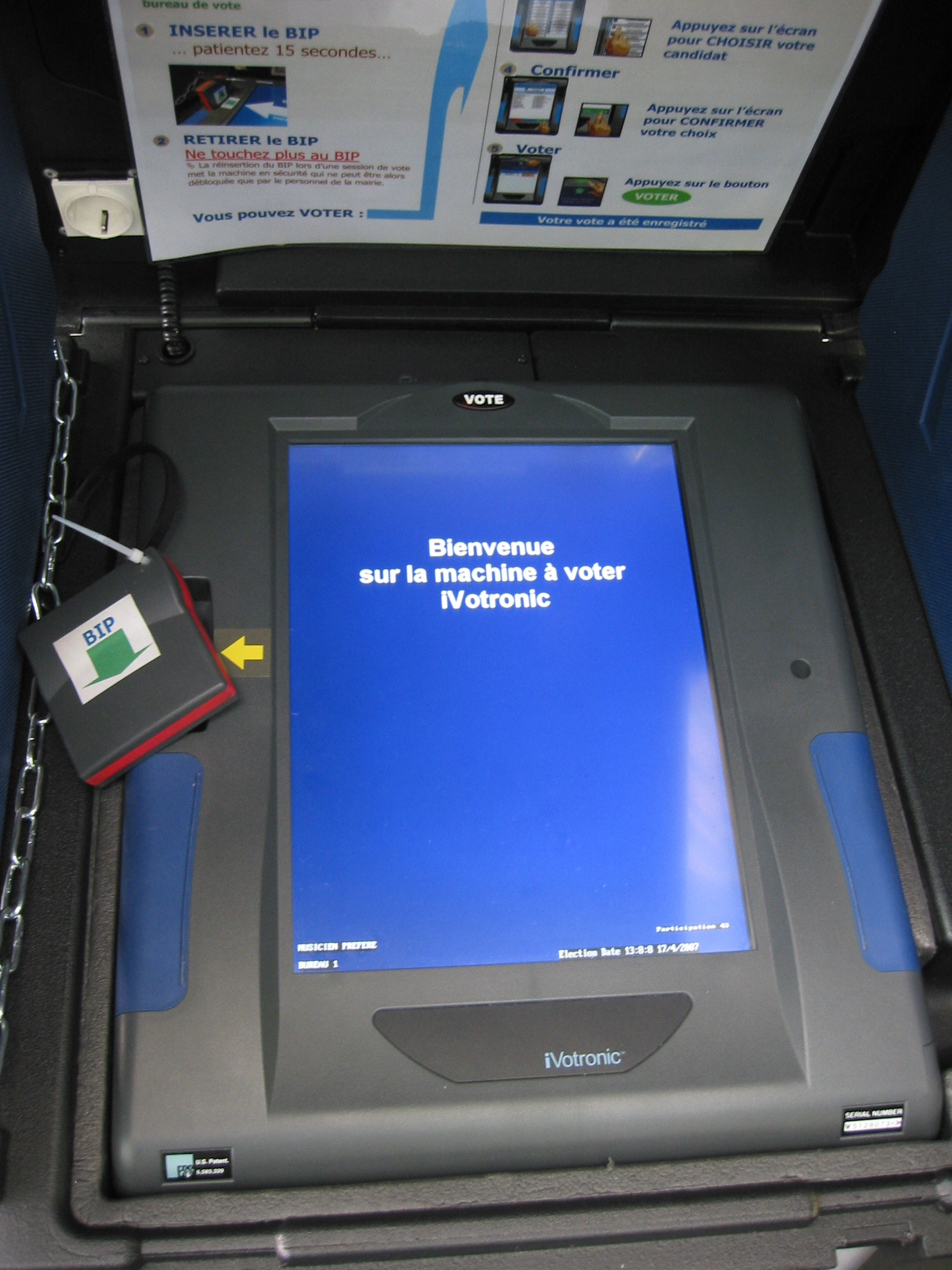
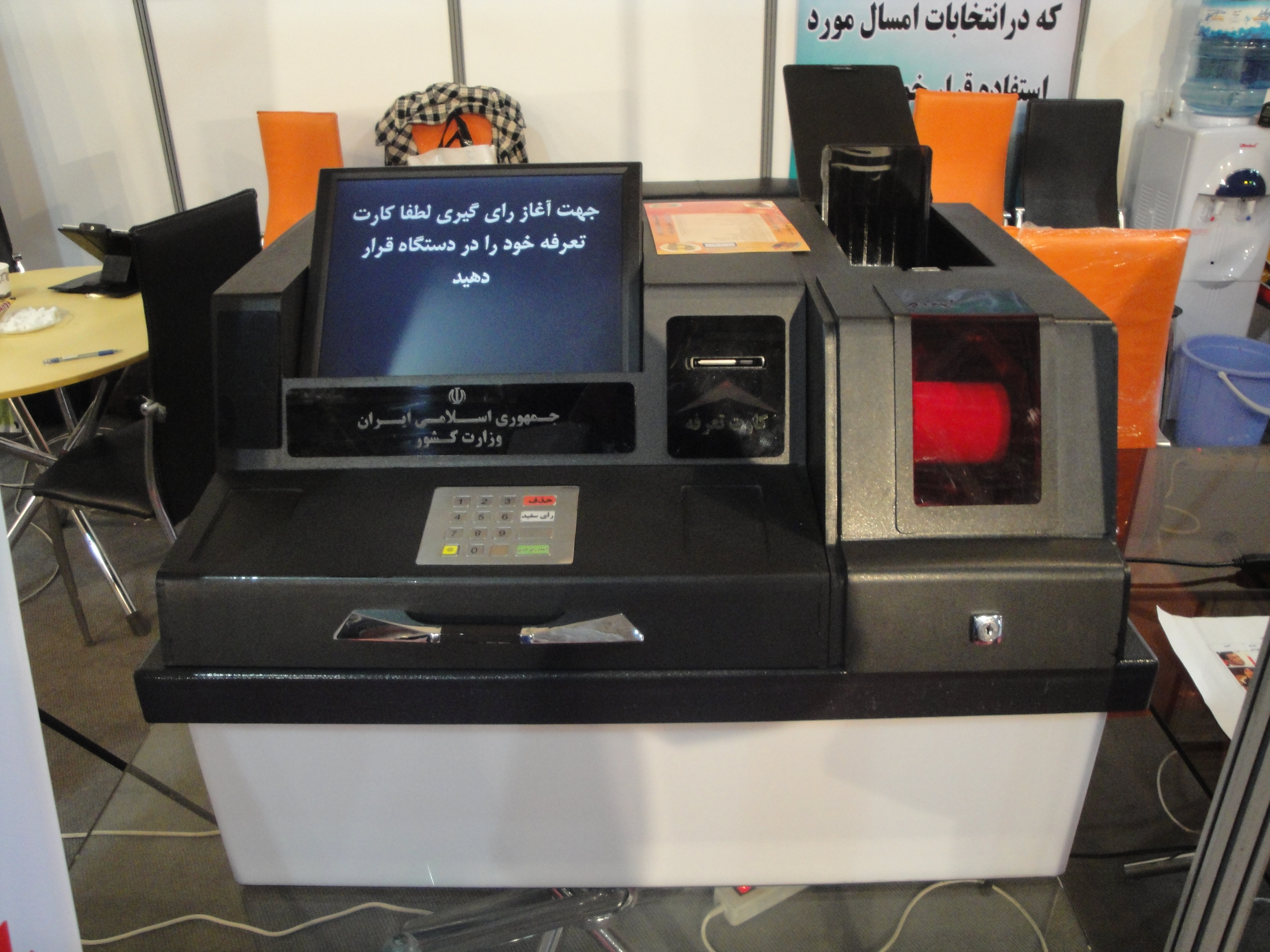
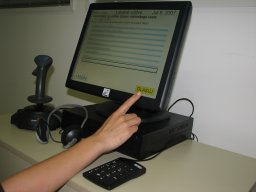
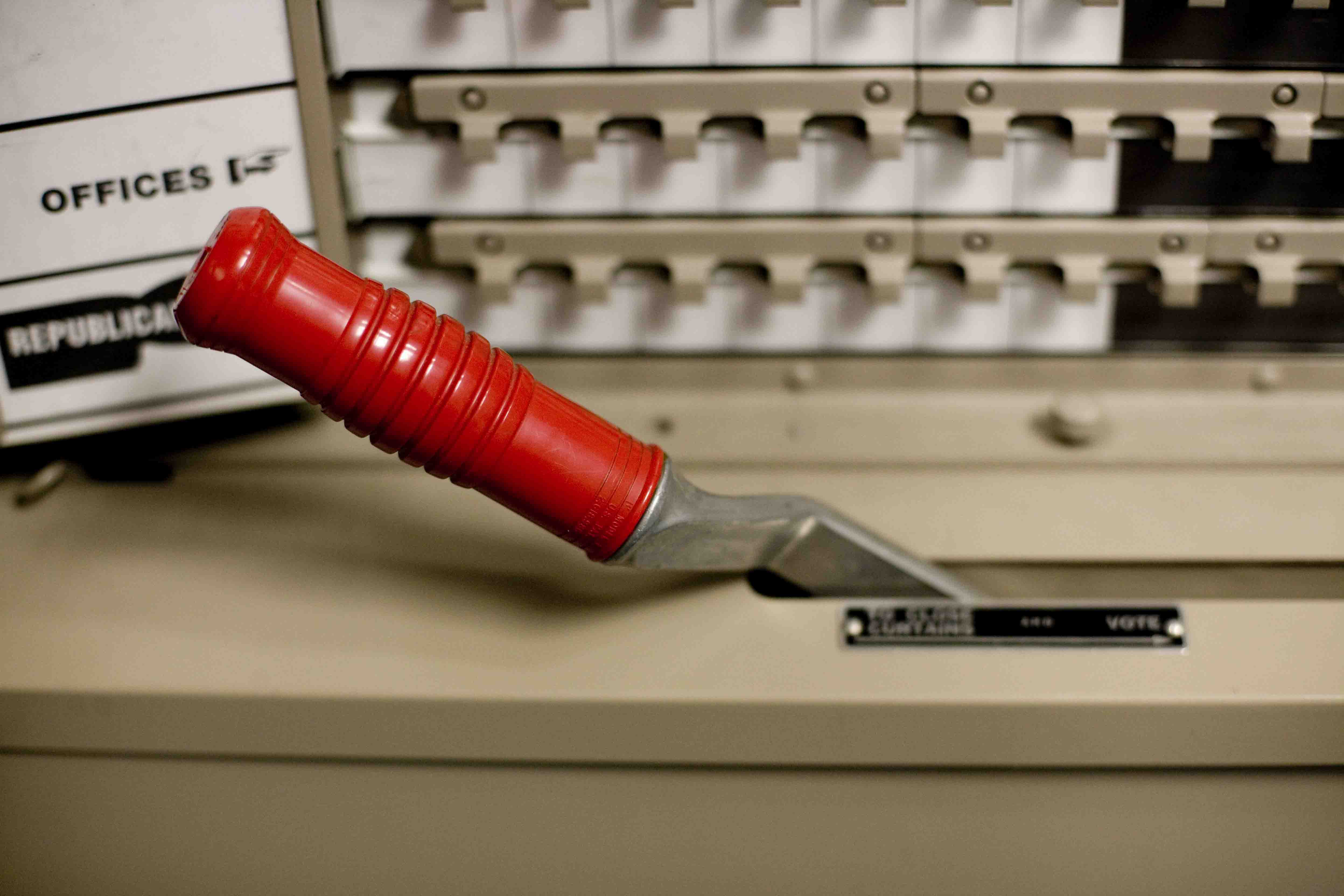
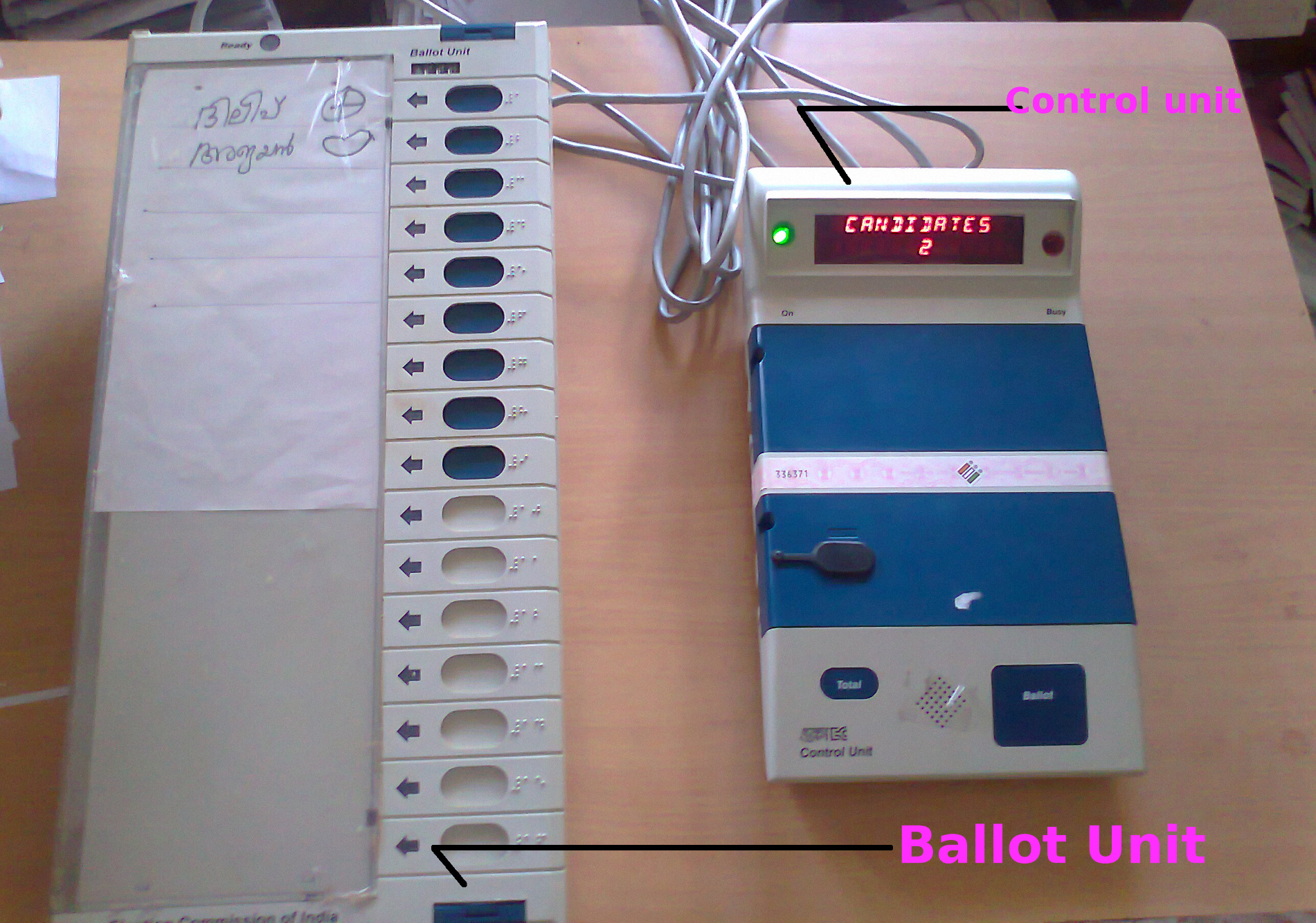
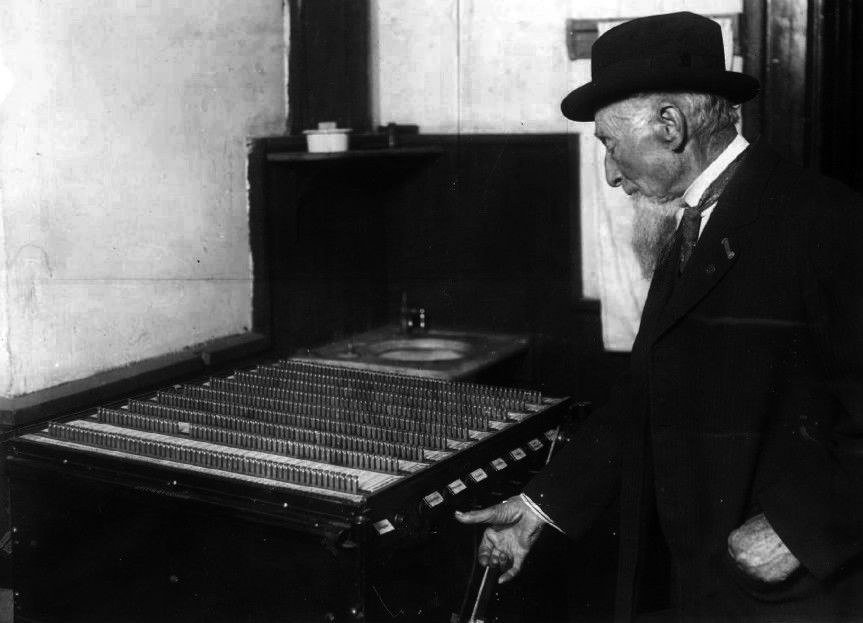